# جورج بيدبورو
جورج بيدبورو هيغز (10 يناير 1868- 7 أغسطس 1940) كاتب إنجليزي وصحفي وبائع كتب، دافع عن عدد من القضايا، من ضمنها الإصلاح الجنسي والفكر الحر والعلمانية وتحسين النسل وحقوق الحيوان والنباتية والحب الحر. كان سكرتيرًا لرابطة الشرعية ومحررًا لمنشورات الرابطة، البالغ: مجلة للنهوض بالحرية في العلاقات الجنسية. أدين بيدبورو بتهمة الفُحْش في عام 1898، بعد بيعه كتبًا عن المثلية الجنسية؛ أشير ضده أيضًا بقضية ريجينا، وعرفت القضية باسم محاكمة بيدبورو أو قضية بيدبورو.

## سيرة حياته

### حياته المبكرة وتعليمه
ولد جورج بيدبورو هيغز في سانت جايلز في لندن في 10 يناير في عام 1868. كان والده واعظًا متقاعدًا في كنيسة إنجلترا، أما والدته فكانت شاعرة. تلقى بيدبورو تعليمه في كلية داليتش وبدأ العمل في سن السادسة عشرة، فأسس جمعية وورك هاوس إيد مع الصحفي ويليام توماس ستيد، والتحق فيما بعد بالجامعة.  
كان بيدبورو حاضرًا في يوم الأحد الدامي في عام 1887، الذي جرى في ميدان ترافالغار. كتب بيدبورو لاحقًا لصالح عدد من الجهات الناشرة مثل: صاندي كرونيكل وشافتس (مجلة نسوية)، ومجلة الجامعة وذا نيوكاسل ويكلي كرونيكل وساوث لندن ميل. نشأت صداقة قريبة وتعاون بين بيدبورو وهنري ستيفنز سولت وبيرترام دوبيل وإرنست بيل.
أصبح بيدبورو عضوًا في الجمعية الوطنية لمشغلي الفوانيس (أجهزة الإسقاط والعرض)، بين عامي 1891 و1892، عمل مشغّلًا للفوانيس وألقى محاضراتٍ أيضًا.
كان بيدبورو عضوًا في رابطة الشرعية وحرر مجلتها بين عامي 1897 و1898؛ دافعت الرابطة عن شرعية الأطفال غير الشرعيين وكذلك عن الحب الحر. تزوج بيدبورو من أجل إرضاء عائلته وحظي بعلاقة مفتوحة مع زوجته لوي. كانت لوي أمينة خزينة الرابطة.

### ريجينا ف. بيدبورو
ألقي القبض على كل من بيدبورو والناشطة النسوية الراديكالية ليليان هارمان في 31 مايو في عام 1898، ووجهت إليهما تهمة الفحش لمحاولتهما «إفساد أخلاق رعايا صاحبة الجلالة».. أشير إلى بيدبورو بأحد عشرة تهمة، بما في ذلك بيع نسخة من دراسات في علم نفس الجنس يحتوي على مجلدين، وهو عبارة عن كتاب عن المثلية الجنسية بقلم هافلوك إليس، إلى وكيلٍ سري، وكذلك بيع منشورات أخرى تعد غير لائقة، بما في ذلك منشور بقلم أوزوالد داوسون، مؤسس رابطة الشرعية. وأدين أيضًا بسبب مقالاته المنشورة في مجلة البالغ. وُضع بيدبورو تحت المراقبة بسبب الاشتباه بامتلاك الرابطة لصلاتٍ لاسلطوية؛ إنّ بيدبورو نفسه لم يكن تابعًا لذلك النظام.
شُكلت لجنة دفاع عن حرية التعبير، في محاولة الدفاع عن قضية بيدبورو؛ وكان من بين الأعضاء هنري سيمور وفرانك هاريس وإدوارد كاربنتر وجورج برنارد شو وجورج ويليام فوت ومونا كيرد وغرانت ألين. تعاون بيدبورو مع الشرطة قبل محاكمته مباشرة، وأقرّ بالذنب في ثلاث تهم. ما دفع اللجنة إلى استنكار ما فعله ونشر تفاصيل القضية. غُرّم بيدبورو في 31 أكتوبر في عام 1898، بدفع 100 جنيه إسترليني (أي ما يعادل 11851 جنيه إسترليني في عام 2021)، وذلك لبيعه كتاب هافلوك إليس. وافق بيدبورو على قطع صلاته بالرابطة وبالمجلة، وكتب في عدد ديسمبر: «ألتزم بقراري بألا أقدم أعذارًا لنفسي. إنني جبان... أشكر هنري سيمور والسيد فوت وغيرهما، من كل قلبي وروحي، على عملهم الذي لم أكافئه بالشكل الكافي».